# Collegio elettorale di Cagliari centro
Il collegio di Cagliari centro fu un collegio elettorale uninominale della Repubblica Italiana per l'elezione della Camera dei deputati. Apparteneva alla circoscrizione Sardegna e fu utilizzato per eleggere un deputato nella XII, XIII e XIV legislatura.
Venne istituito nel 1993 con la cosiddetta Legge Mattarella (Legge n. 277, Nuove norme per l'elezione della Camera dei deputati), attuata in seguito al referendum abrogativo del 1993. La legge istituì per la Camera dei deputati e per il Senato della Repubblica un sistema di elezione misto, in parte maggioritario e in parte proporzionale. Il 75% dei parlamentari dell'assemblea veniva eletto in collegi uninominali tramite sistema maggioritario a turno unico; il restante 25% alla Camera veniva eletto tramite sistema proporzionale con liste bloccate.
Il collegio venne abolito insieme a tutti gli altri che costituivano la Camera con la promulgazione della legge elettorale successiva, la cosiddetta Legge Calderoli. Questa prevedeva un sistema proporzionale con premio di maggioranza, che alla Camera veniva attribuito a livello nazionale.

## Territorio
Il collegio di Cagliari centro era uno dei 14 collegi uninominali in cui era suddivisa la Sardegna e, come previsto dal D.Lgs. del 20 dicembre 1993 n. 536, comprendeva parte del comune di Cagliari.

## Eletti
| Elezione | Elezione                 | Deputato           | Partito                    |
| -------- | ------------------------ | ------------------ | -------------------------- |
|          | 1994                     | Gian Franco Anedda | Polo del Buon Governo (AN) |
| 1996     | Polo per le Libertà (AN) | Gian Franco Anedda |                            |
| 2001     | Casa delle Libertà (AN)  | Gian Franco Anedda |                            |

## Dati elettorali

### XII legislatura

#### Risultati proporzionale
| Coalizioni        | Coalizioni                            | Liste                                 | Liste                                 | Voti   | %     |
| ----------------- | ------------------------------------- | ------------------------------------- | ------------------------------------- | ------ | ----- |
|                   | Polo del Buon Governo                 |                                       | Forza Italia                          | 16.302 | 18,83 |
|                   | Polo del Buon Governo                 | Alleanza Nazionale                    | 15.651                                | 18,08  |       |
| Totale coalizione | Totale coalizione                     | 31.953                                | 36,91                                 |        |       |
|                   | Patto per l'Italia                    |                                       | Patto Segni                           | 18.740 | 21,65 |
|                   | Patto per l'Italia                    | Partito Popolare Italiano             | 5.363                                 | 6,20   |       |
| Totale coalizione | Totale coalizione                     | 24.103                                | 27,85                                 |        |       |
|                   | Progressisti                          |                                       | Partito Democratico della Sinistra    | 10.984 | 12,69 |
|                   | Progressisti                          | Alleanza Democratica                  | 4.306                                 | 4,97   |       |
|                   | Progressisti                          | Partito della Rifondazione Comunista  | 3.810                                 | 4,40   |       |
|                   | Progressisti                          | Federazione dei Verdi                 | 2.491                                 | 2,88   |       |
|                   | Progressisti                          | Partito Socialista Italiano           | 1.375                                 | 1,59   |       |
| Totale coalizione | Totale coalizione                     | 22.966                                | 26,53                                 |        |       |
|                   | Lista Pannella                        | Lista Pannella                        | Lista Pannella                        | 5.429  | 6,27  |
|                   | Partidu Indipendentista               | Partidu Indipendentista               | Partidu Indipendentista               | 981    | 1,13  |
|                   | Movimento per la Democrazia - La Rete | Movimento per la Democrazia - La Rete | Movimento per la Democrazia - La Rete | 592    | 0,68  |
|                   | Centro Democratico                    | Centro Democratico                    | Centro Democratico                    | 335    | 0,39  |
|                   | L'Arca                                | L'Arca                                | L'Arca                                | 203    | 0,23  |
| Totale            | Totale                                | Totale                                | Totale                                | 86.562 |       |

#### Risultati uninominale
|                               | Gian Franco Anedda ✔️ Eletto | Polo del Buon Governo (FI - AN - CCD - UDC - PLD) | 33 722 | 39,20 |  |  |  |  |  |
|                               | Bruno Terlizzo               | Progressisti                                      | 21 398 | 24,87 |  |  |  |  |  |
|                               | Eugenio Maria Aymerich       | Patto per l'Italia                                | 21 051 | 24,47 |  |  |  |  |  |
|                               | Giuseppe Podda               | Lista Marco Pannella - Riformatori                | 4 751  | 5,52  |  |  |  |  |  |
|                               | Bruno Fadda                  | Partito Sardo d'Azione                            | 2 279  | 2,65  |  |  |  |  |  |
|                               | Patrizio Boccone             | Partidu Indipendentista                           | 1 095  | 1,27  |  |  |  |  |  |
|                               | Antonio Porru                | La Rete - Rinascita e Sardismo - MIRVA            | 782    | 0,91  |  |  |  |  |  |
|                               | Pietro Paolo Moi             | Centro Democratico                                | 617    | 0,72  |  |  |  |  |  |
|                               | Pierpaolo Pambira            | Alleanza Popolare Riforme                         | 330    | 0,38  |  |  |  |  |  |
| Totale                        | Totale                       | Totale                                            | 86 025 | 100   |  |  |  |  |  |
|                               |                              |                                                   |        |       |  |  |  |  |  |
| Fonte: Ministero dell'interno |                              |                                                   |        |       |  |  |  |  |  |

### XIII legislatura

#### Risultati proporzionale
| Coalizioni        | Coalizioni                         | Liste                                     | Liste                              | Voti   | %     |
| ----------------- | ---------------------------------- | ----------------------------------------- | ---------------------------------- | ------ | ----- |
|                   | Polo per le Libertà                |                                           | Alleanza Nazionale                 | 21.209 | 25,42 |
|                   | Polo per le Libertà                | Forza Italia                              | 17.173                             | 20,58  |       |
|                   | Polo per le Libertà                | CCD-CDU                                   | 4.710                              | 5,65   |       |
| Totale coalizione | Totale coalizione                  | 43.092                                    | 51,65                              |        |       |
|                   | L'Ulivo - Partito Sardo d'Azione   |                                           | Partito Democratico della Sinistra | 14.085 | 16,88 |
|                   | L'Ulivo - Partito Sardo d'Azione   | Rinnovamento Italiano                     | 6.249                              | 7,49   |       |
|                   | L'Ulivo - Partito Sardo d'Azione   | Popolari per Prodi (PPI-SVP-PRI-UD-Prodi) | 5.301                              | 6,35   |       |
|                   | L'Ulivo - Partito Sardo d'Azione   | Federazione dei Verdi                     | 2.803                              | 3,36   |       |
|                   | L'Ulivo - Partito Sardo d'Azione   | Partito Sardo d'Azione                    | 1.989                              | 2,38   |       |
| Totale coalizione | Totale coalizione                  | 30.427                                    | 36,46                              |        |       |
|                   | Progressisti                       |                                           | Rifondazione Comunista             | 5.240  | 6,28  |
|                   | Lista Pannella - Sgarbi            | Lista Pannella - Sgarbi                   | Lista Pannella - Sgarbi            | 3.173  | 3,80  |
|                   | Sardigna Natzione                  | Sardigna Natzione                         | Sardigna Natzione                  | 980    | 1,17  |
|                   | Movimento Sociale Fiamma Tricolore | Movimento Sociale Fiamma Tricolore        | Movimento Sociale Fiamma Tricolore | 517    | 0,62  |
| Totale            | Totale                             | Totale                                    | Totale                             | 83.429 |       |

#### Risultati uninominale
|                               | Gian Franco Anedda ✔️ Eletto | Polo per le Libertà              | 42 808 | 52,11 |  |  |  |  |  |
|                               | Mario Carboni                | L'Ulivo - Partito Sardo d'Azione | 37 086 | 45,14 |  |  |  |  |  |
|                               | Piero Pisano                 | Fiamma Tricolore                 | 2 261  | 2,75  |  |  |  |  |  |
| Totale                        | Totale                       | Totale                           | 82 155 | 100   |  |  |  |  |  |
|                               |                              |                                  |        |       |  |  |  |  |  |
| Fonte: Ministero dell'interno |                              |                                  |        |       |  |  |  |  |  |

### XIV legislatura

#### Risultati proporzionale
| Coalizioni        | Coalizioni                                 | Liste                                      | Liste                                      | Voti   | %     |
| ----------------- | ------------------------------------------ | ------------------------------------------ | ------------------------------------------ | ------ | ----- |
|                   | Casa delle Libertà                         |                                            | Forza Italia                               | 25.925 | 34,03 |
|                   | Casa delle Libertà                         | Alleanza Nazionale                         | 11.607                                     | 15,24  |       |
|                   | Casa delle Libertà                         | CCD-CDU                                    | 2.692                                      | 3,53   |       |
|                   | Casa delle Libertà                         | Nuovo PSI                                  | 478                                        | 0,63   |       |
| Totale coalizione | Totale coalizione                          | 40.272                                     | 53,43                                      |        |       |
|                   | L'Ulivo                                    |                                            | La Margherita (Dem - PPI - RI- UDEUR)      | 11.347 | 14,89 |
|                   | L'Ulivo                                    | Democratici di Sinistra                    | 10.666                                     | 14,00  |       |
|                   | L'Ulivo                                    | Comunisti Italiani                         | 2.899                                      | 3,81   |       |
|                   | L'Ulivo                                    | Il Girasole (FdV - SDI)                    | 1.158                                      | 1,52   |       |
| Totale coalizione | Totale coalizione                          | 26.070                                     | 34,22                                      |        |       |
|                   | Rifondazione Comunista                     | Rifondazione Comunista                     | Rifondazione Comunista                     | 2.496  | 3,28  |
|                   | Lista Di Pietro                            | Lista Di Pietro                            | Lista Di Pietro                            | 2.295  | 3,01  |
|                   | Lista Pannella - Bonino                    | Lista Pannella - Bonino                    | Lista Pannella - Bonino                    | 2.124  | 2,79  |
|                   | Partito Sardo d'Azione - Sardigna Natzione | Partito Sardo d'Azione - Sardigna Natzione | Partito Sardo d'Azione - Sardigna Natzione | 1.150  | 1,51  |
|                   | Democrazia Europea                         | Democrazia Europea                         | Democrazia Europea                         | 1.097  | 1,44  |
|                   | Lista Amadu                                | Lista Amadu                                | Lista Amadu                                | 108    | 0,14  |
|                   | Paese Nuovo                                | Paese Nuovo                                | Paese Nuovo                                | 100    | 0,13  |
|                   | Abolizione scorporo                        | Abolizione scorporo                        | Abolizione scorporo                        | 39     | 0,05  |
| Totale            | Totale                                     | Totale                                     | Totale                                     | 76.181 |       |

#### Risultati uninominale
|                               | Gian Franco Anedda ✔️ Eletto | Casa delle Libertà                         | 38 646 | 50,71 |  |  |  |  |  |
|                               | Grazia Maria De Matteis      | L'Ulivo                                    | 30 771 | 40,38 |  |  |  |  |  |
|                               | Anna Peretti                 | Lista Di Pietro                            | 2 478  | 3,25  |  |  |  |  |  |
|                               | Vittorio Antonio Bona        | Lista Emma Bonino                          | 2 333  | 3,06  |  |  |  |  |  |
|                               | Alessandro Boccone           | Partito Sardo d'Azione - Sardigna Natzione | 1 981  | 2,60  |  |  |  |  |  |
| Totale                        | Totale                       | Totale                                     | 76 209 | 100   |  |  |  |  |  |
|                               |                              |                                            |        |       |  |  |  |  |  |
| Fonte: Ministero dell'interno |                              |                                            |        |       |  |  |  |  |  |